# Roerich-pact

Pax Cultura, het symbool van het Roerich-pact

Het Roerich-pact, ook wel het "Rode Kruis voor kunst en cultuur" genoemd, is een inter-amerikaans verdrag uit 1935, dat bedoeld is om in geval van gewapend conflict culturele, religieuze en wetenschappelijke instellingen en monumenten, die als het ware boven de menselijke conflicten verheven zijn, te vrijwaren tegen vernietiging.
Het is een voorganger van de Haagse conventie voor de bescherming van cultuurgoederen bij gewapende conflicten uit 1954.
Het initiatief kwam van de Russische kunstenaar, filosoof en theosoof Nikolaj Rjorich (Nicholas Roerich). Het verdrag werd door een aantal landen ondertekend; voor de Verenigde Staten van Amerika door president Franklin Roosevelt.
Het symbool van het Roerich-pact, of de Pax Cultura, is een vredessymbool, met een rode ring met daarin drie massieve, rode bollen, op een witte achtergrond. Hoewel dit symbool oeroud is - het werd al teruggevonden op artefacten uit de steentijd - hebben de drie bollen een nieuwe betekenis gekregen: kunst, wetenschap en religie/spiritualiteit binnen een grotere cirkel van cultuur. De kleur is rood en symboliseert het ene bloed dat we als mensheid delen.